# Dokhtouroffia nebulosa
Dokhtouroffia nebulosa är en skalbaggsart som först beskrevs av Friedrich-August von Gebler 1845.  Dokhtouroffia nebulosa ingår i släktet Dokhtouroffia och familjen långhorningar.
Artens utbredningsområde är Kazakstan. Inga underarter finns listade i Catalogue of Life.